# Tlalotepec Lagunas
Tlalotepec Lagunas är en ort i Mexiko.   Den ligger i kommunen Zapotitlán Lagunas och delstaten Oaxaca, i den sydöstra delen av landet, 200 km söder om huvudstaden Mexico City. Tlalotepec Lagunas ligger 1 520 meter över havet och antalet invånare är 110.
Terrängen runt Tlalotepec Lagunas är lite kuperad. Runt Tlalotepec Lagunas är det ganska glesbefolkat, med 23 invånare per kvadratkilometer. Närmaste större samhälle är Santiago Tamazola, 14,4 km sydost om Tlalotepec Lagunas. Omgivningarna runt Tlalotepec Lagunas är en mosaik av jordbruksmark och naturlig växtlighet.